# StudentIX
studentIX – serwis społecznościowy, zrzeszający studentów zwłaszcza krajów europejskich. Pierwowzorem był portal StudiVZ założony w Berlinie. Analogiczne serwisy istnieją we Francji (StudiQG), Włoszech (StudiLN) oraz Hiszpanii (EstudiLN). Celem rejestracji w serwisie było szukanie znajomych wśród studentów, zwłaszcza swojej uczelni. Umożliwiał on również tworzenie list znajomych, dodawania komentarzy („tablica ogłoszeń”), wysyłania użytkownikom wiadomości, a także tworzenia albumów fotografii.
Serwis został połączony z serwisem www.meinVZ.net i w chwili obecnej (2012) nie istnieje.
W Niemczech istnieje także indeks uczniów, tzw. SchülerVZ i indeks do dawnych uczniów lub studentów, tzw. MeinVZ, który jest podobny do naszej klasy.